# Nicole Cooke
Nicole Denise Cooke (Swansea, 13 aprile 1983) è un'ex ciclista su strada britannica, che ha rappresentato il Regno Unito ai campionati del mondo di specialità e ai Giochi olimpici, e il Galles ai Giochi del Commonwealth; si è ufficialmente ritirata dalle competizioni nel gennaio 2013, a 29 anni.

## Carriera

### Gli esordi
Gallese di Swansea, crebbe a Wick (Glamorgan) e frequentò la Brynteg Comprehensive School a Bridgend. Iniziò a correre ad 11 anni nel Cardiff Ajax Cycling Club. A 16 anni vinse il suo primo titolo nazionale senior, diventando la più giovane ciclista a conquistarlo, ai British National Road Race Championships. Due anni dopo diventò la più giovane ciclista a vincere il titolo nazionale ai British National Cyclocross Championships. Vinse quattro titoli Junior ai Campionati del mondo UCI: la gara in linea nel Campionato del mondo di ciclismo su strada 2000 a Plouay ed il finora unico "treble" nel 2001, con il titolo nella mountain bike (Colorado, USA), nella cronometro e nella gara in linea nel Mondiale di Lisbona (Portogallo). Per aver conquistato i tre titoli venne premiata con il Bidlake Memorial Prize..

### Carriera internazionale
Passò professionista all'inizio della stagione 2002 nel team italo-spagnolo Pragma-Deia-Colnago, trasferendosi a Treviso, dove imparò a parlare italiano.. Alla fine del 2002 passò al team italo-lituano Safi-Pasta Zara. Il regolamento UCI ridusse la dimensione dei team: la squadra venne suddivisa in due per la stagione 2003 e Cooke passò nella nuova Aušra Gruodis-Safi, composta dalle cicliste più giovani.
Nel 2004 ritornò nella prima squadra, la Acca Due O rinominata Safi-Pasta Zara-Manhattan, in cui rimase anche per la stagione 2005. Al termine della stagione passò nel team svizzero Univega Pro Cycling, rinominato Raleigh Lifeforce Creation HB Pro Cycling Team nel 2006, e si trasferì a Viganello di Lugano dove vive attualmente.
Nella sua prima stagione da professionista, 2002, vinse diverse prestigiose gare di un giorno in Italia e Paesi Bassi, e vinse anche la gara su strada dei Commonwealth Games 2002. La stagione fu anche segnata dai problemi economici che colpirono la Pragma-Deia-Colnago ed impedirono il pagamento degli stipendi a lei ed alcune altre cicliste. I problemi culminarono in ottobre durante la preparazione del Mondiale di Zolder, quando il team le ritirò la bicicletta.
Nel 2003 vinse diverse importanti gare, come La Flèche Wallonne Féminine, l'Amstel Gold Race, il Grand Prix de Plouay ed il GP San Francisco, aggiudicandosi la Coppa del mondo di ciclismo su strada femminile, diventando la più giovane ad aggiudicarsi il titolo e la prima britannica, e terminò terza nella gara in linea del Campionato del mondo di ciclismo su strada 2003. Venne eletta BBC Wales Sports Personality of the Year. Un incidente in giugno al Tour du Grand Montréal dove si scontrò con una moto della polizia, richiese l'applicazione di alcuni punti al ginocchio sinistro. Tre settimane dopo ebbe un nuovo incidente al Giro del Trentino e soffrì di dolori al ginocchio per il resto della stagione.
A causa degli infortuni iniziò in ritardo la stagione 2004. Dopo l'inverno e la primavera passati in riabilitazione che non riuscì comunque a curare i problemi al ginocchio, fu costretta ad operarsi in maggio. Alla fine di giugno, nella sua prima gara dopo otto mesi, vinse il suo quinto titolo britannico. Il mese seguente vinse il Giro d'Italia femminile, diventando la più giovane vincitrice di sempre e la prima ciclista britannica, sia tra le donne che tra gli uomini a vincere un Grande giro. Ai Giochi olimpici di Atene del 2004 si piazzò quinta nella gara in linea e diciannovesima nella gara a cronometro.
Nel 2005 vinse di nuovo La Flèche Wallonne Féminine, insieme al GP Wallonie, Trofeo Alfredo Binda ed il Trofeo Città di Rosignano. Si classificò seconda al Mondiale di Madrid. In dicembre, durante la preparazione ai Commonwealth Games 2006, si ruppe una clavicola durante la tappa di Manchester dei Campionati mondiali di ciclismo su pista ma, nonostante questo, vinse la medaglia di bronzo nella gara in linea dei Giochi nel marzo del 2006.
Il 2006 fu per lei libero da infortuni e la miglior stagione in termini di successi, culminata il 1º agosto quando diventò la numero uno nella classifica mondiale UCI. Il 3 settembre si assicurò la vittoria nella Coppa del mondo per la seconda volta, vincendo durante la stagione tre gare del circuito - La Flèche Wallonne Féminine, il Ladies Golden Hour e la Castilla y Leon World Cup Race. Vinse anche la Grande Boucle Féminine Internationale, il Tour de France femminile, con un vantaggio di oltre sei minuti. Altre importanti vittorie furono quattro tappe e la classifica generale alla Thüringen Rundfahrt der Frauen ed il Magali Pache Time Trial. Terminò terza nel Mondiale di Salisburgo.
Nel 2007 si aggiudicò la Geelong World Cup ed il Giro delle Fiandre femminile, la prima delle sue gare vinte della Coppa del mondo. Queste vittorie nella prima parte della stagione, le permise di ottenere il record nella classifica femminile UCI per maggior distacco tra la prima e la seconda posizione. Vinse anche il Trofeo Alfredo Binda per la seconda volta, il Tour di Geelong, la seconda gara del GP Costa Etrusca e difese il titolo nella Grande Boucle.
Un infortunio al ginocchio subito durante l'ultima gara della Coppa del mondo, la Rund um die Nürnberger Altstadt, le impedì di difendere la prima posizione e venne superata da Marianne Vos, che vinse la gara e conquistò la Coppa. L'infortunio le impedì anche di partecipare al Mondiale di Stoccarda. Più tardi ammise in un'intervista, di aver pensato al ritiro dall'attività a causa dell'infortunio.
Il 10 agosto 2008 ha conquistato la medaglia d'oro nella prova in linea ai Giochi olimpici di Pechino battendo in volata la svedese Emma Johansson e l'italiana Tatiana Guderzo. Un mese più tardi, il 27 settembre, ha vinto il Mondiale di Varese battendo in volata l'olandese Marianne Vos.

### 2008: Campionessa olimpica e mondiale
Per il 2008 si è accasata al Team Halfords-Bikehut e la sua prima vittoria è stata al Tour de l'Aude, dove si è aggiudicata la prima tappa ed ha terminato al quarto posto finale. Il 28 giugno ha vinto il suo nono titolo nazionale su strada, ottava vittoria consecutiva.
In agosto ha rappresentato il Regno Unito ai Giochi della XXIX Olimpiade, nei quali ha partecipato alla Corsa in linea femminile il 20 agosto, vincendo la medaglia d'oro, la duecentesima per la Gran Bretagna nei Giochi olimpici moderni.
Il mese successivo è diventata la prima donna ad aggiudicarsi la medaglia d'oro sia al Campionato del mondo sia ai Giochi Olimpici, nello stesso anno. Al Mondiale di Varese partecipa alla cronometro classificandosi undicesima, mentre nella gara in linea sfrutta il lavoro fatto dalle compagne per ricucire lo svantaggio sulle 12 fuggitive, entra nella fuga decisiva e batte Marianne Vos con uno sprint sul traguardo.
In ottobre viene pubblicato da Kyle Cathie il suo primo libro, Cycle for life.
Per le vittorie ottenute, viene eletta Member of the Order of the British Empire (MBE) nel 2009 New Year Honours e riceve anche il titolo di "Female Athlete of the Year" dal programma televisivo Transworld Sport. Inoltre le viene assegnato il premio "Sunday Times Sportswoman Of The Year".

## Palmarès

### Strada
- 1999

Campionati britannici, Prova in linea Elite
- 2000

Campionati del mondo, Prova in linea Allieve (Plouay)
- 2001

Campionati britannici, Gara in linea Elite
Campionati del mondo, Prova a cronometro Allieve (Lisbona)
Campionati del mondo, Prova in linea Allieve (Lisbona)
- 2002 (Pragma-Deia-Colnago, cinque vittorie)

Giochi del Commonwealth, Gara in linea (Rivington)
Campionati britannici, Prova in linea Elite
Trofeo Città di Rosignano
2ª tappa Tour du Midi-Pyrénées
Ronde van Westerbeek
- 2003 (Ausra Gruodis Safi, setto vittorie)

Amstel Gold Race
La Flèche Wallonne Femmes
Grand Prix de Plouay
5ª tappa Holland Ladies Tour
Campionati britannici, Prova in linea Elite
3ª tappa, 1ª semitappa Giro della Toscana Femminile
Classifica finale Coppa del mondo
- 2004 (Safi-Pasta Zara-Manhattan, cinque vittorie)

8ª tappa Giro Donne (Magreglio > Madonna del Ghisallo)
Classifica generale Giro Donne
1ª tappa, 1ª semitappa Giro della Toscana Femminile (Careggine)
Campionati britannici, Prova in linea Elite (Newport)
T-Mobile International
- 2005 (Safi-Pasta Zara-Manhattan, otto vittorie)

1ª tappa, 1ª semitappa Giro della Toscana Femminile (Porcari)
La Flèche Wallonne Femmes
Grand Prix de Wallonie
5ª tappa Holland Ladies Tour (Almelo)
Campionati britannici, Prova in linea Elite (Ryedale)
Trofeo Alfredo Binda-Comune di Cittiglio
Trofeo Città di Rosignano
Gran Prix International Dottignies
- 2006 (Univega Pro Cycling Team, sedici vittorie)

Gran Premio Castilla y León
GP Oberbaselbiet
1ª tappa Grande Boucle Féminine Internationale
2ª tappa Grande Boucle Féminine Internationale
Classifica generale Grande Boucle Féminine Internationale
Campionati britannici, Prova in linea Elite (Beverley)
Souvenir Magali Pache
2ª tappa Thüringen Rundfahrt der Frauen
4ª tappa Thüringen Rundfahrt der Frauen
5ª tappa Thüringen Rundfahrt der Frauen
6ª tappa Thüringen Rundfahrt der Frauen
Classifica generale Thüringen Rundfahrt der Frauen
La Flèche Wallonne Femmes
Classifica generale Coppa del Mondo
- 2007 (Raleigh-Lifeforce Pro Cycling Team, dodici vittorie)

2ª tappa Albstadt-Frauen-Etappenrennen (Pfeffingen)
Cham-Hagendorn
Classifica generale Geelong Tour
Geelong World Cup
Gran Premio Comuni di Riparbella e Montescudaio
GP Oberbaselbiet
3ª tappa, 2ª semitappa Grande Boucle Féminine Internationale
Classifica generale Grande Boucle Féminine Internationale
Campionati britannici, Prova in linea Elite (Saffron Walden)
Ronde van Vlaanderen voor Vrouwen
Rund Um die Rigi - Gersau
Trofeo Alfredo Binda-Comune di Cittiglio
- 2008 (Team Halfords Bikehut, cinque vittorie)

Campionati britannici, Prova in linea Elite (North Yorkshire)
Giochi della XVIII Olimpiade, Prova in linea (Pechino)
1ª tappa Tour de l'Ardèche (Beauchastel)
1ª tappa Tour de l'Aude cycliste féminin (Rieux Minervois)
Campionati del mondo, Prova in linea (Varese)
- 2009 (Vision 1 Racing, cinque vittorie)

Campionati britannici, Prova in linea Elite
2ª tappa Emakumeen Bira
3ª tappa, 2ª semitappa Emakumeen Bira
2ª tappa Giro del Trentino Internazionale Femminile
Classifica generale Giro del Trentino Internazionale Femminile
- 2010 (una vittoria)

3ª tappa Emakumeen Bira
- 2011 (SC MCipollini Giambenini, una vittoria)

5ª tappa Giro Donne (Verona)
- 2012 (Faren-Honda, una vittoria)

6ª tappa Energiewacht Tour

#### Altri successi
- 2004

Classifica giovani Giro Donne
- 2006

L'Heure d'Or Féminine / The Ladies Golden Hour (cronosquadre)

### Ciclocross
- 2001

Campionati britannici, Elite

### Mountain bike
- 2001

Campionati del mondo, Cross Country Allieve (Colorado)

## Piazzamenti

### Competizioni mondiali
- Coppa del mondo

World Cup 2003: vincitrice
World Cup 2005: 9ª (125 punti)
World Cup 2006: vincitrice (473 punti)
World Cup 2007: 2ª (337 punti)
World Cup 2008: 53ª (24 punti)
World Cup 2009: 12ª (89 punti)
World Cup 2010: 10ª (112 punti)
- Campionato del mondo su strada

Plouay 2000 - In linea: vincitrice (cat. Juniores)
Lisbona 2001 - Cronometro: vincitrice (cat. Juniores)
Lisbona 2001 - In linea: vincitrice (cat. Juniores)
Hamilton 2003 - In linea: 3ª
Madrid 2005 - In linea: 2ª
Salisburgo 2006 - Cronometro: 5ª
Salisburgo 2006 - In linea: 3ª
Stoccarda 2007 - In linea: 4ª
Varese 2008 - Cronometro: 11ª
Varese 2008 - In linea: vincitrice
Melbourne 2010 - In linea: 4ª
- Giochi olimpici

Atene 2004 - Cronometro: 19ª
Atene 2004 - In linea: 5ª
Pechino 2008 - Cronometro: 15ª
Pechino 2008 - In linea: vincitrice
Londra 2012 - In linea: 31ª